# Кубок Первого канала 2014
Кубок Первого канала 2014 — хоккейное соревнование в рамках хоккейного Евротура сезона 2014/2015. Прошло в период с 18 по 21 декабря 2014 года в Сочи. Победителем стала сборная России, обеспечив себе первую строчку уже после двух туров.
Выставочный матч Чехия — Швеция состоялся в столице Чехии Праге.

## Составы сборных
Сборная Швеции 
Сборная Швеции огласила состав национальной команды на Кубок Первого канала 8 декабря. В состав главной команды страны вошли 13 представителей Континентальной хоккейной лиги.
Вратари: Хенрик Карлссон («Йокерит»), Андерс Нильссон («Ак Барс»).
Защитники: Стаффан Кронвалль («Локомотив»), Патрик Херсли («Сибирь»), Юхан Франссон («Рапперсвиль»), Эрик Густафссон («Авангард»), Даниэл Рахими, Юнас Юнланд (оба — «Линчёпинг»), Юнас Анелёв (МОДО).
Нападающие: Калле Риддервалль (ХВ71), Фредрик Петтерссон («Лугано»), Том Ванделль («Авангард»), Маттиас Шёгрен («Линчёпинг»), Антон Рёдин («Брюнес»), Джоэль Лундквист, Маттиас Янмарк-Нюлен (оба — «Фрёлунда»), Джимми Эрикссон (СКА), Андре Петерссон («Сочи»), Давид Улльстрём («Сибирь»), Андреас Энгквист («Атлант»), Линус Умарк («Йокерит»), Оскар Меллер («Ак Барс»), Мартин Тёрнберг («Локомотив»), Линус Класен («Лугано»).
Сборная Финляндии 
Сборная Финляндии огласила состав национальной команды на Кубок Первого канала 8 декабря. В команду вошли 15 хоккеистов из Континентальной хоккейной лиги.
Вратари: Микко Коскинен (СКА), Атте Энгрен («Атлант»).
Защитники: Ансси Салмелла («Ферьестад»), Юусо Хиетанен («Торпедо»), Янне Яласваара («Динамо», М), Лассе Кукконен («Кярпят»), Сами Лепистё («Автомобилист»), Эса Линделл («Эссят»), Илари Меларт («Югра»), Микко Мяенпяя («Юп»), Осси Вяянянен («Йокерит»).
Нападающие: Юхаматти Аалтонен, Петтери Виртанен (оба — «Йокерит»), Вилле Лейно («Медвешчак»), Йоонас Донской («Кярпят»), Йонас Энлунд, Ярно Коскиранта (оба — «Сибирь»), Илари Фильппула («Лугано»), Яркко Иммонен, Сакари Салминен (оба — «Торпедо»), Туомас Киискинен («Векше»), Оскар Осала («Металлург» Мг), Харри Песонен («Лозанна»), Леннарт Петрелл («Лулео»), Теему Рамстедт (ХИФК).
Сборная России 
Вратари: Константин Барулин («Авангард»), Станислав Галимов (ЦСКА), Александр Ерёменко («Динамо» М).
Защитники: Виктор Антипин («Металлург» Мг), Антон Белов, Максим Чудинов (оба — СКА), Денис Денисов, Никита Зайцев (оба — ЦСКА), Андрей Зубарев, Александр Кутузов (оба — «Салават Юлаев»), Евгений Медведев («Ак Барс»), Андрей Миронов («Динамо» М), Егор Яковлев («Локомотив»).
Нападающие: Егор Аверин, Сергей Плотников (оба — «Локомотив»), Александр Бурмистров («Ак Барс»), Игорь Григоренко, Александр Радулов (оба — ЦСКА), Евгений Дадонов, Илья Ковальчук, Артемий Панарин, Виктор Тихонов, Вадим Шипачёв (все — СКА), Данис Зарипов, Сергей Мозякин (оба — «Металлург» Мг), Илья Зубов («Адмирал»), Сергей Калинин («Авангард»), Денис Кокарев («Динамо» М).
Сборная Чехии 
9 игроков КХЛ вошли в состав сборной Чехии на российский этап Евротура — Кубок Первого канала.
Вратари: Якуб Коварж («Автомобилист»), Павел Францоуз («Литвинов»);
Защитники: Ондржей Немец («Атлант»), Лукаш Крайчек («Динамо» Минск), Ян Коларж («Адмирал»), Петр Заморски («Эспоо»), Адам Полашек, Владимир Эмингер (оба — «Спарта»), Войтех Мозик («Пльзень»), Ондржей Витасек («Либерец»), Михал Кемпни («Брно»), Мартин Планек («Градец Кралове»);
Нападающие: Роман Червенка (СКА), Владимир Соботка («Авангард»), Ян Коварж («Металлург» Магнитогорск), Мартин Затёвич («Лада»), Роман Горак («Витязь»), Радек Смоленяк (ТПС), Михал Бирнер («Куопио»), Михал Ржепик («Лахти»), Якуб Клепиш, Эрик Грня (оба — «Тршинец»), Лукаш Радил («Пардубице»), Якуб Валски, Томаш Филиппи (оба — «Либерец»), Томаш Мертл («Градец Кралове»), Доминик Симон («Пльзень»).

## Арены турнира
Матчи турнира прошли в Сочи на ледовом дворце «Большой». Вместимость стадиона составляет 12 000.
Вынесенный матч состоялся в Праге на O2 Арене вместимостью 17 360 человек.

## Турнирная таблица
|  | Победитель турнира                |
|  | Серебряный призёр турнира         |
|  | Бронзовый призёр турнира          |
|  | Сборная, занявшая последнее место |

| М | Сборная   | И | В | ВО | ВБ | ПБ | ПО | П | ШЗ | ШП | О |
| - | --------- | - | - | -- | -- | -- | -- | - | -- | -- | - |
| 1 | Россия    | 3 | 3 | 0  | 0  | 0  | 0  | 0 | 8  | 4  | 9 |
| 2 | Финляндия | 3 | 0 | 0  | 2  | 0  | 0  | 1 | 6  | 6  | 4 |
| 3 | Швеция    | 3 | 1 | 0  | 0  | 1  | 0  | 1 | 10 | 10 | 4 |
| 4 | Чехия     | 3 | 0 | 0  | 0  | 1  | 0  | 2 | 8  | 12 | 1 |

## Матчи турнира
| 18 декабря 2014 19:00 | Россия | 2 : 0 (1:0, 0:0, 1:0) | Финляндия | Ледовый дворец «Большой», Сочи Зрителей: 12 000 |

| Отчёт                                                                              | Отчёт              | Отчёт   | Отчёт       | Отчёт                               |
| ---------------------------------------------------------------------------------- | ------------------ | ------- | ----------- | ----------------------------------- |
|                                                                                    |                    |         |             |                                     |
|                                                                                    | Александр Ерёменко | Вратари | Атте Энгрен | Судьи: Владимир Пешина Мартин Франо |
|                                                                                    | Голы:              |         |             | Судьи: Владимир Пешина Мартин Франо |
| 19:07 - Евгений Медведев (Данис Зарипов) 59:43 - Сергей Плотников (Илья Ковальчук) | 1:0 2:0            |         |             | Судьи: Владимир Пешина Мартин Франо |
|                                                                                    |                    |         |             | Судьи: Владимир Пешина Мартин Франо |
|                                                                                    |                    |         |             | Судьи: Владимир Пешина Мартин Франо |
|                                                                                    |                    |         |             | Судьи: Владимир Пешина Мартин Франо |
| 10 мин                                                                             | Штраф              | 10 мин  |             | Судьи: Владимир Пешина Мартин Франо |
|                                                                                    |                    |         |             |                                     |
|                                                                                    | 26                 | Броски  | 27          |                                     |

| 18 декабря 2014 20:30 | Чехия | 4 : 6 (2:0, 2:3, 0:3) | Швеция | O2 Арена (Прага) Зрителей: 16 348 |

| Отчёт | Отчёт                                   | Отчёт | Отчёт           | Отчёт                          |
| --- | --------------------------------------- | --- | --------------- | ------------------------------ |
| |                                         | |                 |                                |
| | Павел Франчоуж                          | Вратари | Андерс Нильссон | Судьи: Антти Боман Яри Левонен |
| | Голы:                                   | |                 | Судьи: Антти Боман Яри Левонен |
| 13:04 - Ян Коварж (Мартин Затович, Лукаш Радил) 13:56 - Михал Бирнер (Роман Горак) 23:26 - Роман Червенка (Петр Заморский, Якуб Клепиш) 35:21 - Ондржей Немец (Роман Червенка, Лукаш Крайчек) | 1:0 2:0 3:0 3:1 3:2 3:3 4:3 4:4 4:5 4:6 | 30:17 - Патрик Херсли (Джимми Эрикссон, Линус Умарк) 30:33 - Патрик Херсли (Андре Петерссон) 31:31 - Юхан Франссон (Линус Умарк, Оскар Мёллер) 43:17 - Юхан Франссон (Джимми Эрикссон, Линус Умарк) 54:56 - Маттиас Янмарк-Нюлен (Йонас Юнланд) 56:15 - Андреас Юнссон (Маттиас Сьорген) |                 | Судьи: Антти Боман Яри Левонен |
| |                                         | |                 | Судьи: Антти Боман Яри Левонен |
| |                                         | |                 | Судьи: Антти Боман Яри Левонен |
| |                                         | |                 | Судьи: Антти Боман Яри Левонен |
| 16 мин | Штраф                                   | 31 мин |                 | Судьи: Антти Боман Яри Левонен |
| |                                         | |                 |                                |
| | 24                                      | Броски | 33              |                                |

| 20 декабря 2014 14:00 | Швеция | 2 : 3 (0:1, 2:1, 0:1) | Россия | Ледовый дворец «Большой», Сочи Зрителей: 10 100 |

| Отчёт                                                                                       | Отчёт                     | Отчёт | Отчёт              | Отчёт                               |
| ------------------------------------------------------------------------------------------- | ------------------------- | --- | ------------------ | ----------------------------------- |
|                                                                                             |                           | |                    |                                     |
|                                                                                             | Хенрик Карлссон           | Вратари | Константин Барулин | Судьи: Мартин Франё Владимир Пешина |
|                                                                                             | Голы:                     | |                    | Судьи: Мартин Франё Владимир Пешина |
| 24:20 - Джимми Эрикссон (Линус Умарк, Оскар Мёллер) 28:20 - Патрик Херсли (Мартин Тёрнберг) | 0 : 1 : 1 2 : 1 2 : 2 : 3 | 04:57 - Антон Белов (Максим Чудинов, Илья Ковальчук) (5х4) 38:10 - Илья Ковальчук (Максим Чудинов, Вадим Шипачев) (5х4) 43:11 - Илья Ковальчук (Вадим Шипачёв) |                    | Судьи: Мартин Франё Владимир Пешина |
|                                                                                             |                           | |                    | Судьи: Мартин Франё Владимир Пешина |
|                                                                                             |                           | |                    | Судьи: Мартин Франё Владимир Пешина |
|                                                                                             |                           | |                    | Судьи: Мартин Франё Владимир Пешина |
| 12 мин                                                                                      | Штраф                     | 12 мин |                    | Судьи: Мартин Франё Владимир Пешина |
|                                                                                             |                           | |                    |                                     |
|                                                                                             | 27                        | Броски | 19                 |                                     |

| 20 декабря 2014 18:00 | Финляндия | 3 : 2 (Б) (1:0, 0:2, 1:0, 0:0, 1:0) | Чехия | Ледовый дворец «Большой», Сочи |

| Отчёт | Отчёт              | Отчёт                                                                       | Отчёт       | Отчёт                                    |
| --- | ------------------ | --------------------------------------------------------------------------- | ----------- | ---------------------------------------- |
| |                    |                                                                             |             |                                          |
| | Микко Коскинен     | Вратари                                                                     | Якуб Коварж | Судьи: Вячеслав Буланов Сергей Карабанов |
| | Голы:              |                                                                             |             | Судьи: Вячеслав Буланов Сергей Карабанов |
| 19:01 - Сами Лепистё (Харри Песонен, Теему Рамстедт) 42:18 - Сакари Салминен (Сами Лепистё, Юусо Хиетанен) Йоонас Донской (Б) | 1:0 1:1 1:2 :2 3:2 | 23:42 - Лукаш Радил (Владимир Соботка) 25:53 - Доминик Симон (Войтех Мозик) |             | Судьи: Вячеслав Буланов Сергей Карабанов |
| |                    |                                                                             |             | Судьи: Вячеслав Буланов Сергей Карабанов |
| |                    |                                                                             |             | Судьи: Вячеслав Буланов Сергей Карабанов |
| |                    |                                                                             |             | Судьи: Вячеслав Буланов Сергей Карабанов |
| |                    |                                                                             |             | Судьи: Вячеслав Буланов Сергей Карабанов |
| |                    |                                                                             |             |                                          |

| 21 декабря 2014 14:00 | Россия | 3 : 2 (2:0, 1:1, 0:1) | Чехия | Ледовый дворец «Большой», Сочи Зрителей: 10 453 |

| Отчёт | Отчёт                           | Отчёт                                                                | Отчёт                                                   | Отчёт                                                                                         |
| --- | ------------------------------- | -------------------------------------------------------------------- | ------------------------------------------------------- | --------------------------------------------------------------------------------------------- |
| |                                 |                                                                      |                                                         |                                                                                               |
| | Станислав Галимов 00:00 – 60:00 | Вратари                                                              | 00:00 – 01:35, 01:42 – 30:47, 30:54 – 59:17 Якуб Коварж | Судьи: Микаэль Шёквист Маркус Линде Линейные судьи: Александр Садовников Александр Захаренков |
| | Голы:                           |                                                                      |                                                         | Судьи: Микаэль Шёквист Маркус Линде Линейные судьи: Александр Садовников Александр Захаренков |
| Александр Кутузов (Д. Паршин, И. Зубов) – 14:16 Игорь Григоренко (Д. Паршин) – 19:31 Егор Яковлев (Д. Зарипов) – 24:21 | 1:0 2:0 3:0 3:1 3:2             | 31:06 бол Ян Коварж (В. Мозик, Э. Грня) 47:38 Эрик Грня (М. Затёвич) |                                                         | Судьи: Микаэль Шёквист Маркус Линде Линейные судьи: Александр Садовников Александр Захаренков |
| |                                 |                                                                      |                                                         | Судьи: Микаэль Шёквист Маркус Линде Линейные судьи: Александр Садовников Александр Захаренков |
| |                                 |                                                                      |                                                         | Судьи: Микаэль Шёквист Маркус Линде Линейные судьи: Александр Садовников Александр Захаренков |
| |                                 |                                                                      |                                                         | Судьи: Микаэль Шёквист Маркус Линде Линейные судьи: Александр Садовников Александр Захаренков |
| 6 мин | Штраф                           | 8 мин                                                                |                                                         | Судьи: Микаэль Шёквист Маркус Линде Линейные судьи: Александр Садовников Александр Захаренков |
| |                                 |                                                                      |                                                         |                                                                                               |
| | 21 (10+5+6)                     | Броски                                                               | 19 (4+7+8)                                              |                                                                                               |

## Индивидуальные награды
ЛУЧШИЕ ИГРОКИ
вратарь:  Якуб Коварж
защитник:   Сами Лепистё
нападающий:  Данис Зарипов
бомбардир:  Патрик Хёрсли